# كرايغ دوبسون
كرايغ دوبسون (بالإنجليزية: Craig Dobson)‏ هو لاعب كرة قدم بريطاني، ولد في 23 يناير 1984 في Chingford ‏ في المملكة المتحدة. شارك مع منتخب جامايكا لكرة القدم. أما مع النوادي، فقد لعب مع ستيفيناغ بوروه وكريستال بالاس وميلتون كينز دونز ونادي بارنت ونادي برينتفورد ونادي فارنبوروه ونادي كامبريدج ستي ونادي كيترينغ تاون ونادي مانسفيلد تاون وويكمب وندررز ونادي وكينغ.

## وصلات خارجية
- كرايغ دوبسون على موقع قاعدة بيانات كرة القدم.إي يو (الإنجليزية)
- كرايغ دوبسون على موقع Soccerbase.com (لاعب) (الإنجليزية)